# Cote de Pablo
María José de Pablo Fernández, znana też jako Coté de Pablo (ur. 12 listopada 1979 w Santiago) – chilijsko-amerykańska aktorka i piosenkarka. Została nominowana do nagrody ALMA za rolę Zivy David w serialu Agenci NCIS.

## Życiorys
Aktorka urodziła się w Santiago de Chile, w zamożnej rodzinie katolickiej. W 5. klasie dostrzegła, że wielu ludziom stwarza problem prawidłowa wymowa jej imienia „María José” więc prosiła by zwracać się do niej Coté.
W wieku dziesięciu lat Coté przeprowadziła się do Miami, gdzie jej matka otrzymała pracę w hiszpańskojęzycznej telewizji.
Studiowała muzykę i teatr na Carnegie Mellon University w Pittsburghu w Pensylwanii. Studia ukończyła w 2000 roku.
Po ukończeniu studiów przeniosła się do Nowego Jorku w poszukiwaniu pracy. Początkowo pracowała jako kelnerka w hinduskiej restauracji na Manhattanie i we włoskiej knajpce w Brooklynie. Angażowana była do mniejszych ról w New York City Public Theater, w serialu Wszystkie moje dzieci oraz w kilku reklamach. W 2005 roku Coté de Pablo miała zadebiutować na Broadwayu w The Mambo Kings jako Dolores Fuentes, ale przedstawienie nie okazało się dochodowe i po krótkim czasie zostało zdjęte z afisza. Dwa dni po zamknięciu The Mambo Kings, de Pablo został zaproponowany udział w castingu do Agenci NCIS.

## Nagrody i nominacje[2]
- 2006 – otrzymała nagrodę Imagen w Imagen Awards Fundation dla najlepszej telewizyjnej aktorki drugoplanowej za rolę w serialu NCIS.
- 2008 – otrzymała nominację do nagrody Imagen Awards w Fundacji Imagen dla najlepszej telewizyjnej aktorki drugoplanowej za rolę w serialu NCIS.
- 2008 – otrzymała nominację do nagrody ALMA na ALMA Awards dla najlepszej aktorki w serialu dramatycznym.
- 2009 – otrzymała nominację do nagrody ALMA w ALMA Awards dla najlepszej aktorki w serialu dramatycznym.